# 方廷 (伊利諾伊州)
方廷（英語：Fountain）是位於美國伊利諾伊州門羅縣的一個非建制地區。該地的面積和人口皆未知。

## 地理
方廷的座標為38°21′42″N 90°16′58″W / 38.36167°N 90.28278°W，而該地的平均海拔高度為121米（即397英尺）。